# Machida
Machida (jap. 町田市 Machida-shi) – miasto w Japonii, na wyspie Honsiu, w aglomeracji Tokio. Ma powierzchnię 71,55 km². W 2020 r. mieszkało w nim 431 525 osób, w 191 959 gospodarstwach domowych  (w 2010 r. 426 827 osób, w 179 937 gospodarstwach domowych).
Miasto powstało w 1958 roku poprzez połączenie miasta Hara-Machida z trzema okolicznymi wioskami. 
W 1908 roku przez miasto poprowadzono linię kolejową łączącą Jokohamę z Hachiōji, zwiększając jego znaczenie jako ośrodka handlu i transportu. W latach 1960–1970 zanotowano znaczny, niemal trzykrotny wzrost liczby ludności, który zmalał w latach 70. XX wieku. W mieście rozwinął się przemysł maszynowy, elektroniczny oraz spożywczy. Siedzibę ma tu klub piłkarski FC Machida Zelvia.